# Thamnium krauseanum
Thamnium krauseanum là một loài Rêu trong họ Neckeraceae. Loài này được (Hampe & Lorentz) Kindb. miêu tả khoa học đầu tiên năm 1902.